# Promenade Berges de Seine
Ne doit pas être confondu avec Voie Georges-Pompidou ou Parc Rives-de-Seine.
La Promenade Berges de Seine est un espace vert destiné à la promenade au long de Seine d'une longueur totale de 20 km, qui traverse plusieurs communes de Bougival à Gennevilliers dans les (départements des Yvelines et des Hauts-de-Seine). En traversant Rueil-Malmaison ce chemin aménagé pour les piétons et les vélos, fait partie des parcs et forêts de cette commune.

## Description
La promenade au long des berges de Seine est une balade bucolique dans la nature, au fil de l'eau, sur les traces des peintres impressionnistes.
Les berges de Seine ont été immortalisées au cours du XIXe siècle par des peintres impressionnistes comme Monet, Renoir, Turner, Corot, Sisley ou Berthe Morisot, qui y ont réalisé de nombreuses toiles.
Arpentées depuis le XIXe siècle par des promeneurs alors curieux d'y découvrir canotage et guinguettes, les berges de Seine offrent aujourd'hui sur 3,5 hectares, de Gennevilliers à Bougival, un chemin privilégié propre à ravir les piétons et les cyclistes. Le chemin de halage est bordé de saules pleureurs. Depuis la rive, on aperçoit le superbe Golf des Closeaux, terrain engazonné qui s'étend sur 9 hectares, et l'on se laisse séduire par le passage des péniches sur la Seine.
Les berges de la Seine à Rueil-Malmaison sont également accessibles depuis le Parc naturel des Gallicourts par la construction de la passerelle piétonne qui le lie avec la plaine des Closeaux. La promenade peut alors continuer dans des espaces naturels préservés en longeant la Seine jusqu'à Gennevilliers.
Accès par les rues Berthe Morisot, des Closeaux, des Acacias, le boulevard Franklin Roosevelt et l'avenue de Seine.

## Galerie

Promenade à Rueil-Malmaison
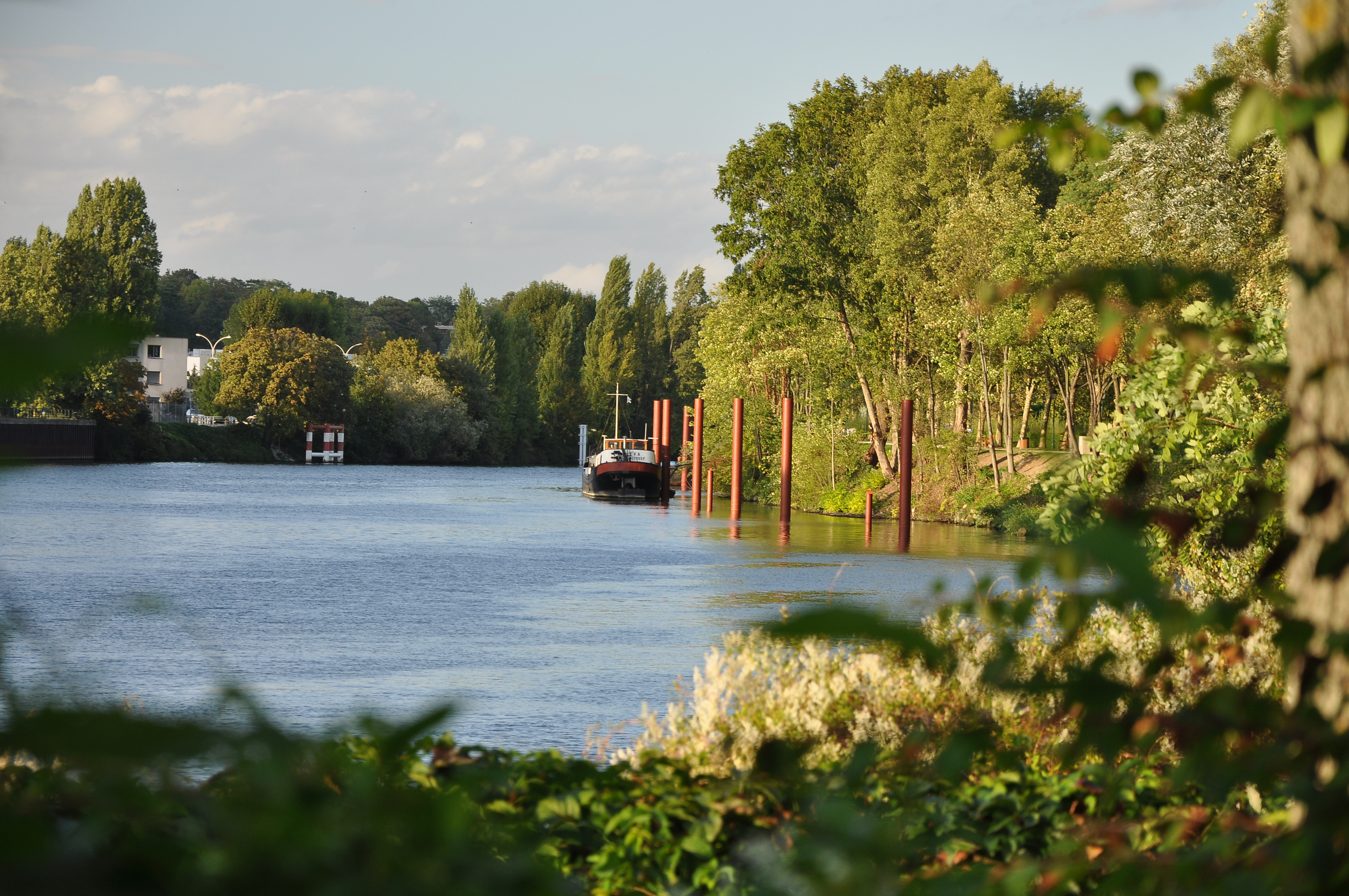
Péniche accostée à Rueil.
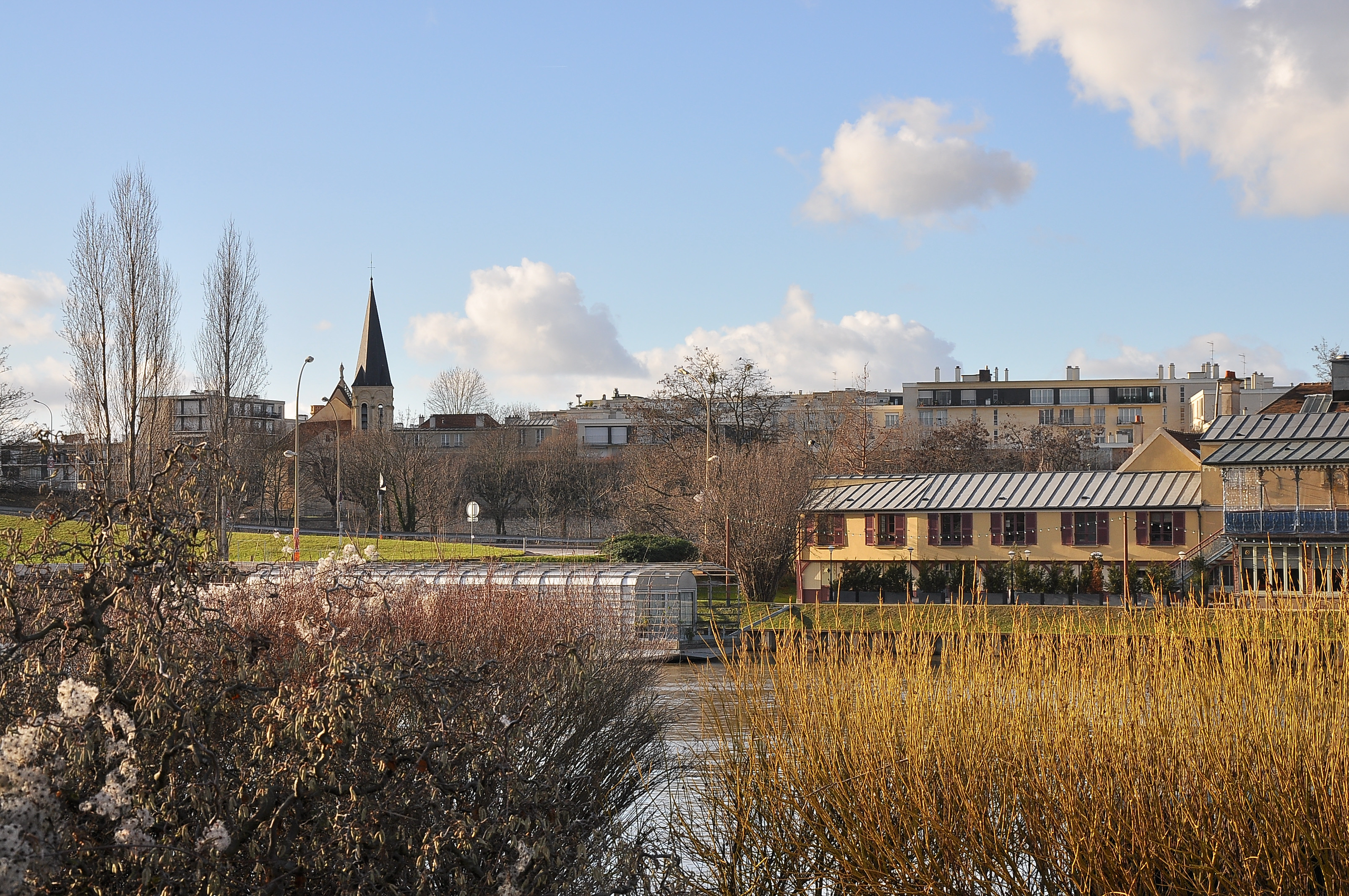
Vue sur Chatou.
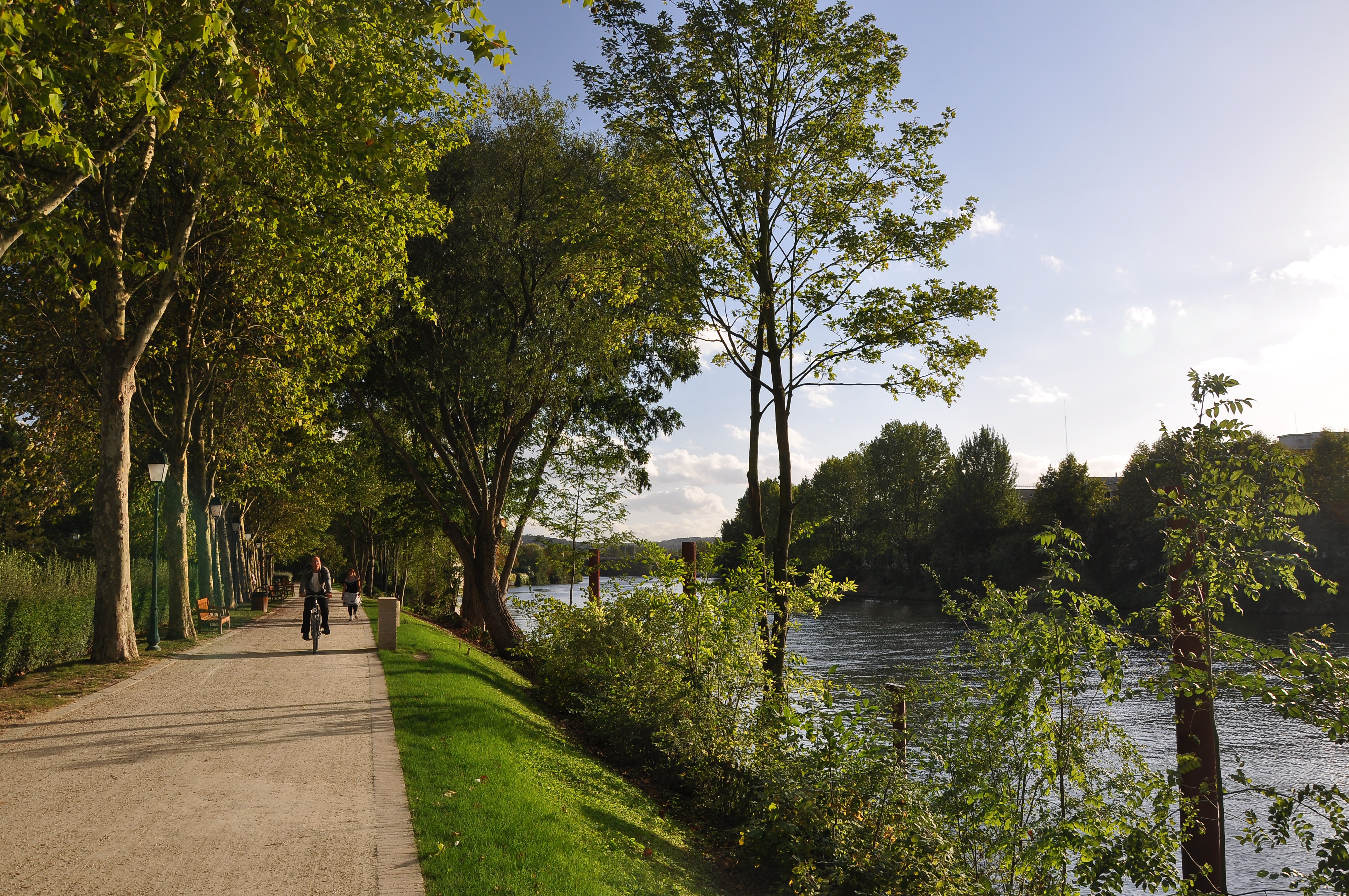
Parc des Impressionnistes.
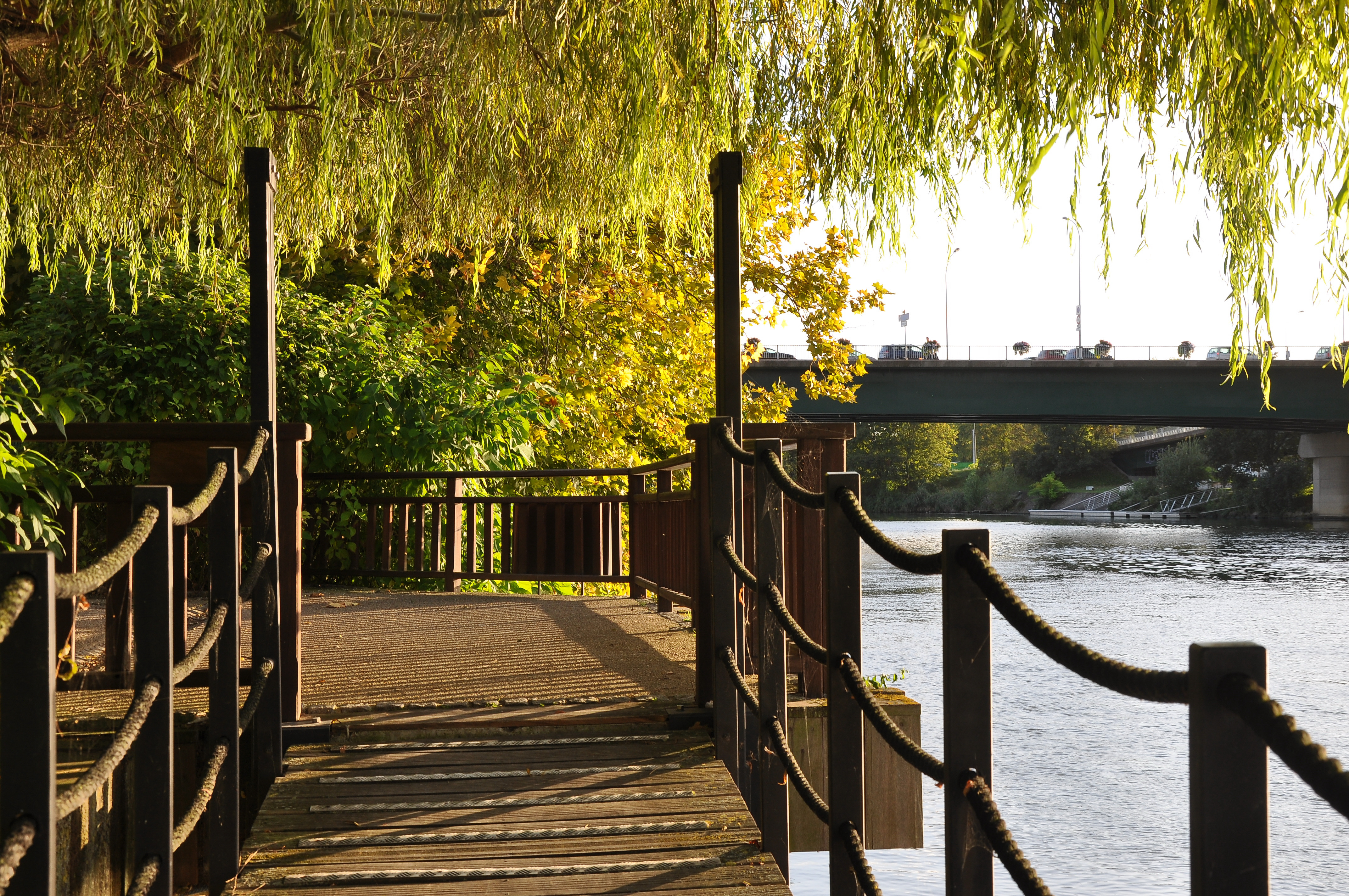
Pont de Chatou.
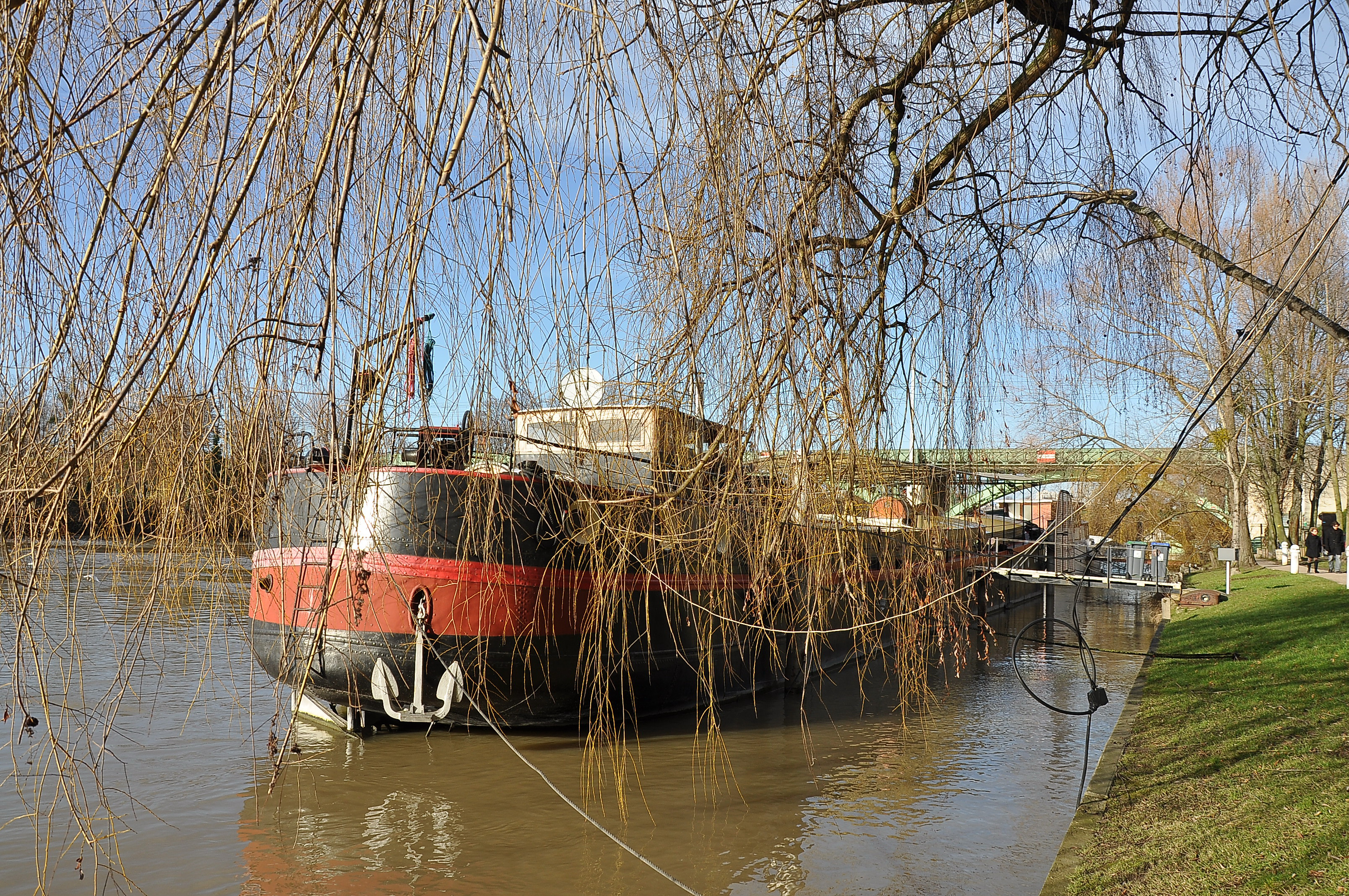
Péniche à Rueil.
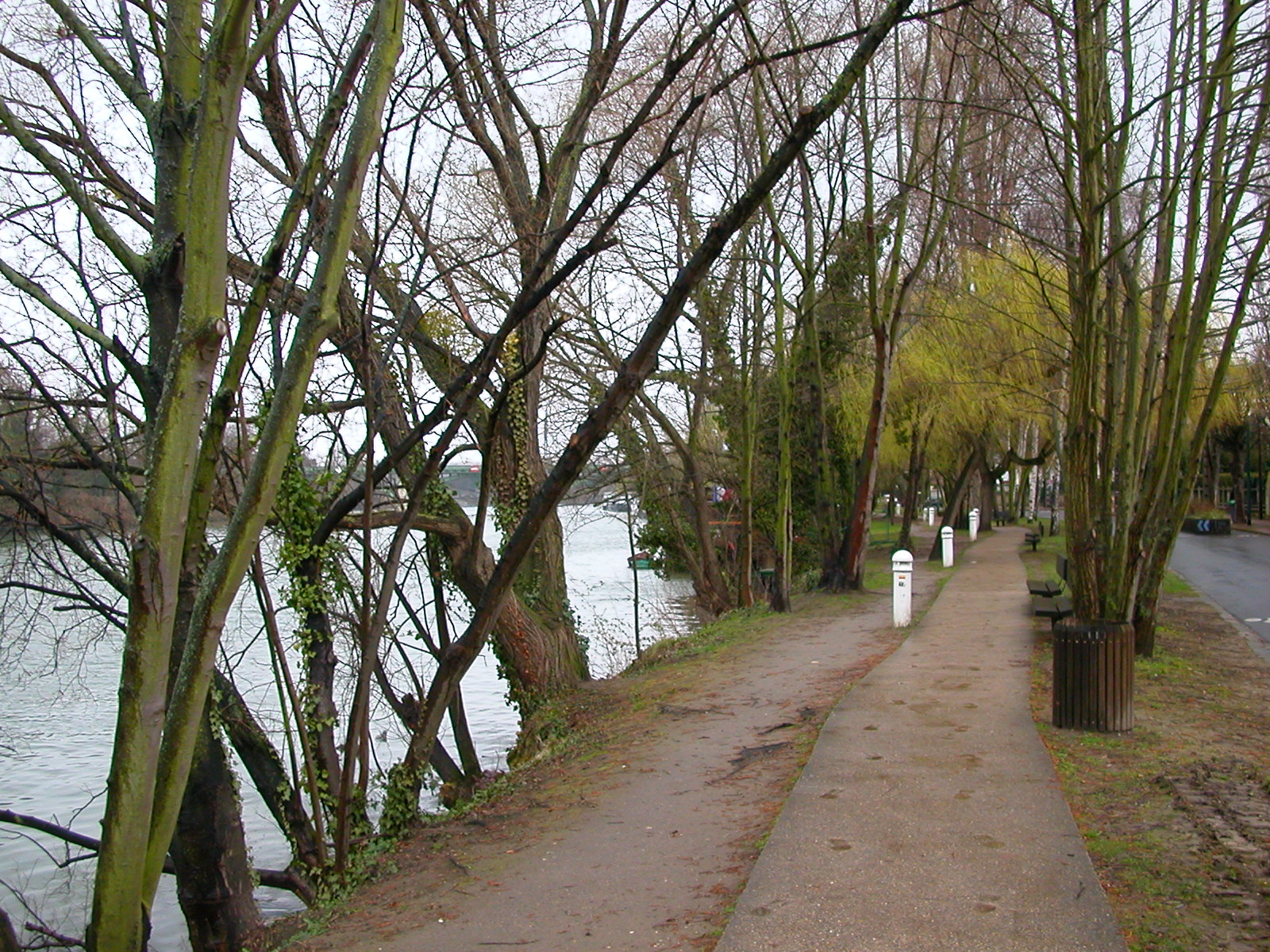
Avenue Belle Rive à Rueil.
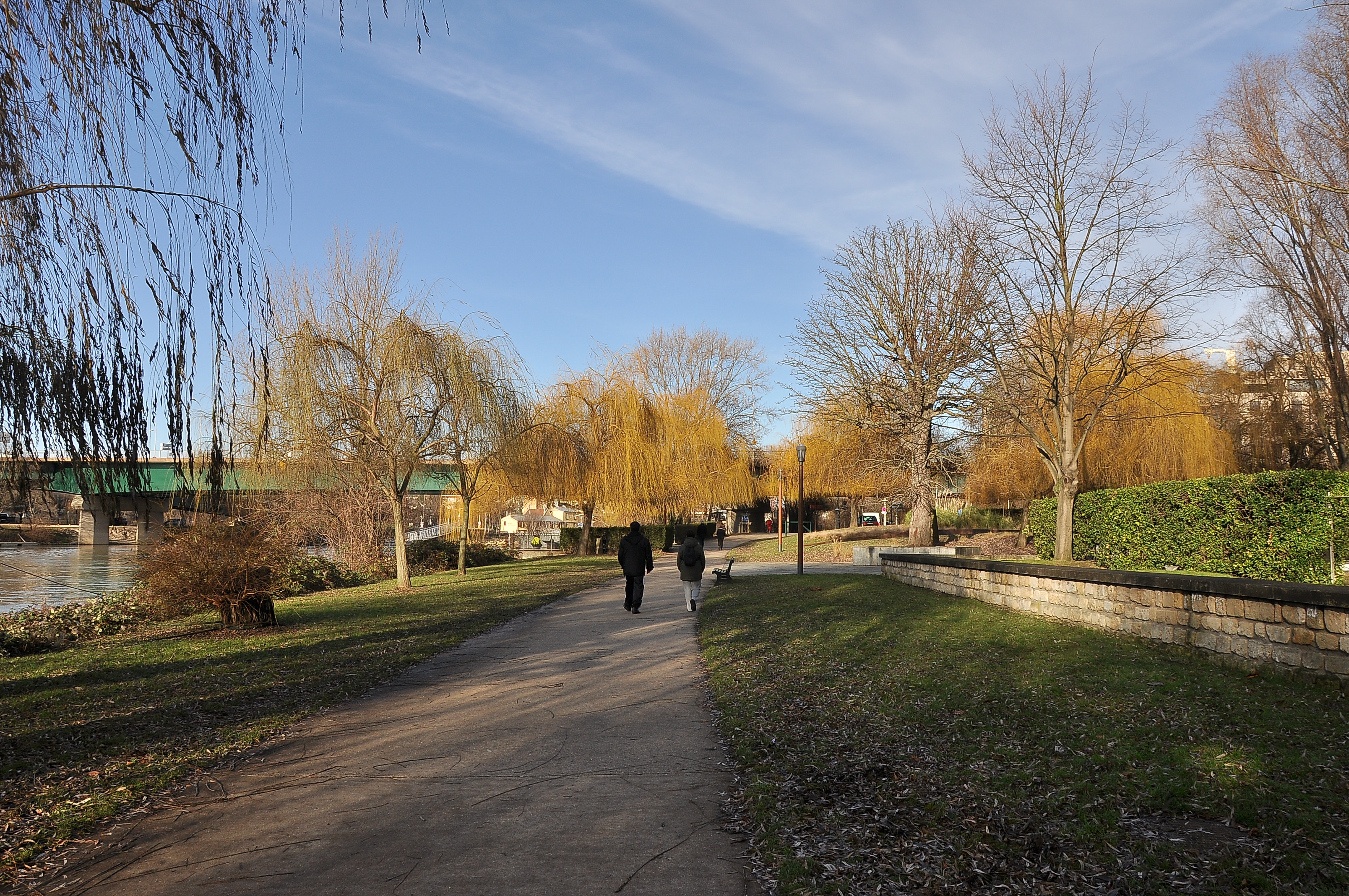
Quai Adolphe Giquel à Rueil.
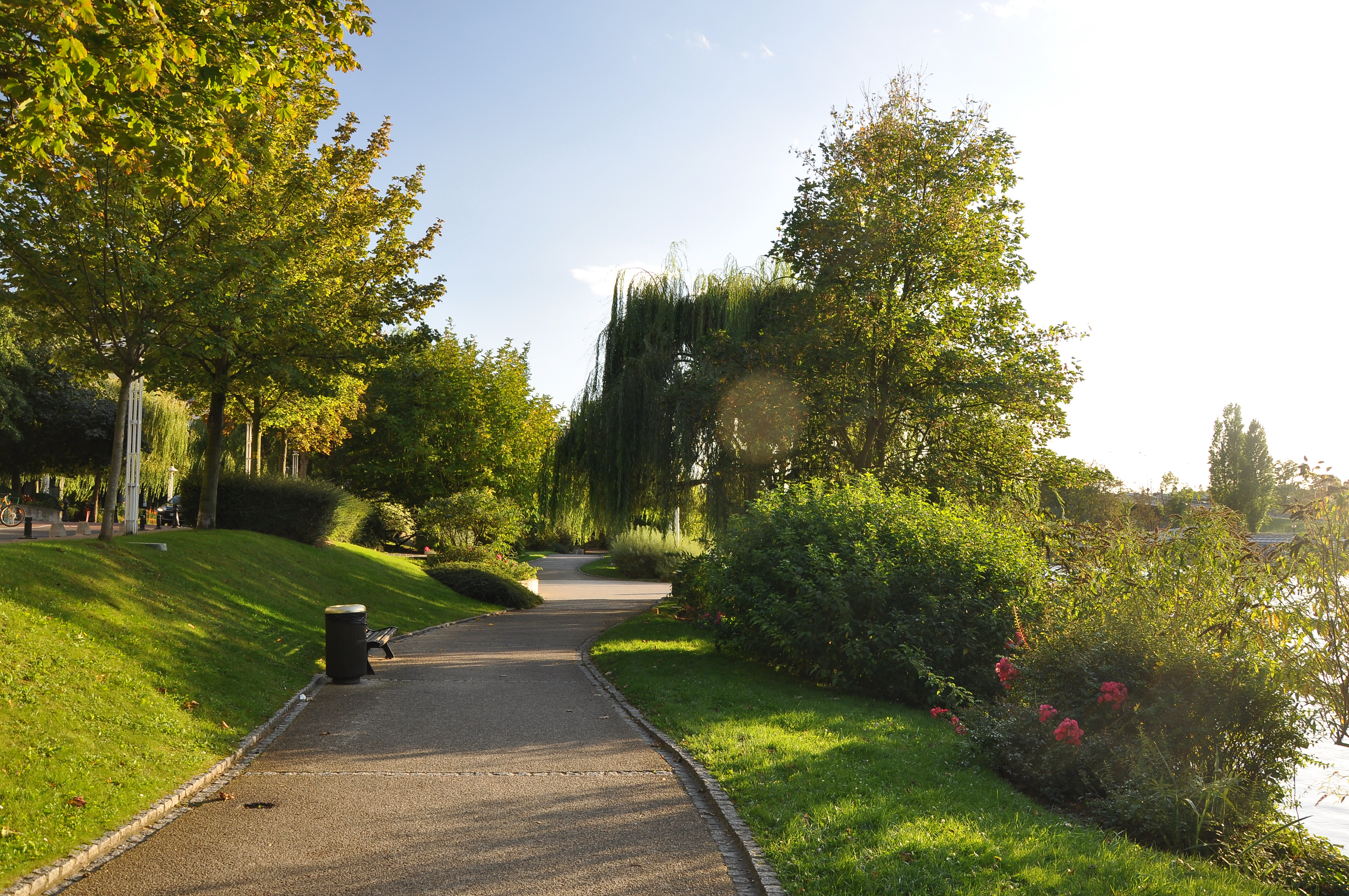
Place des Impressionnistes à Rueil.
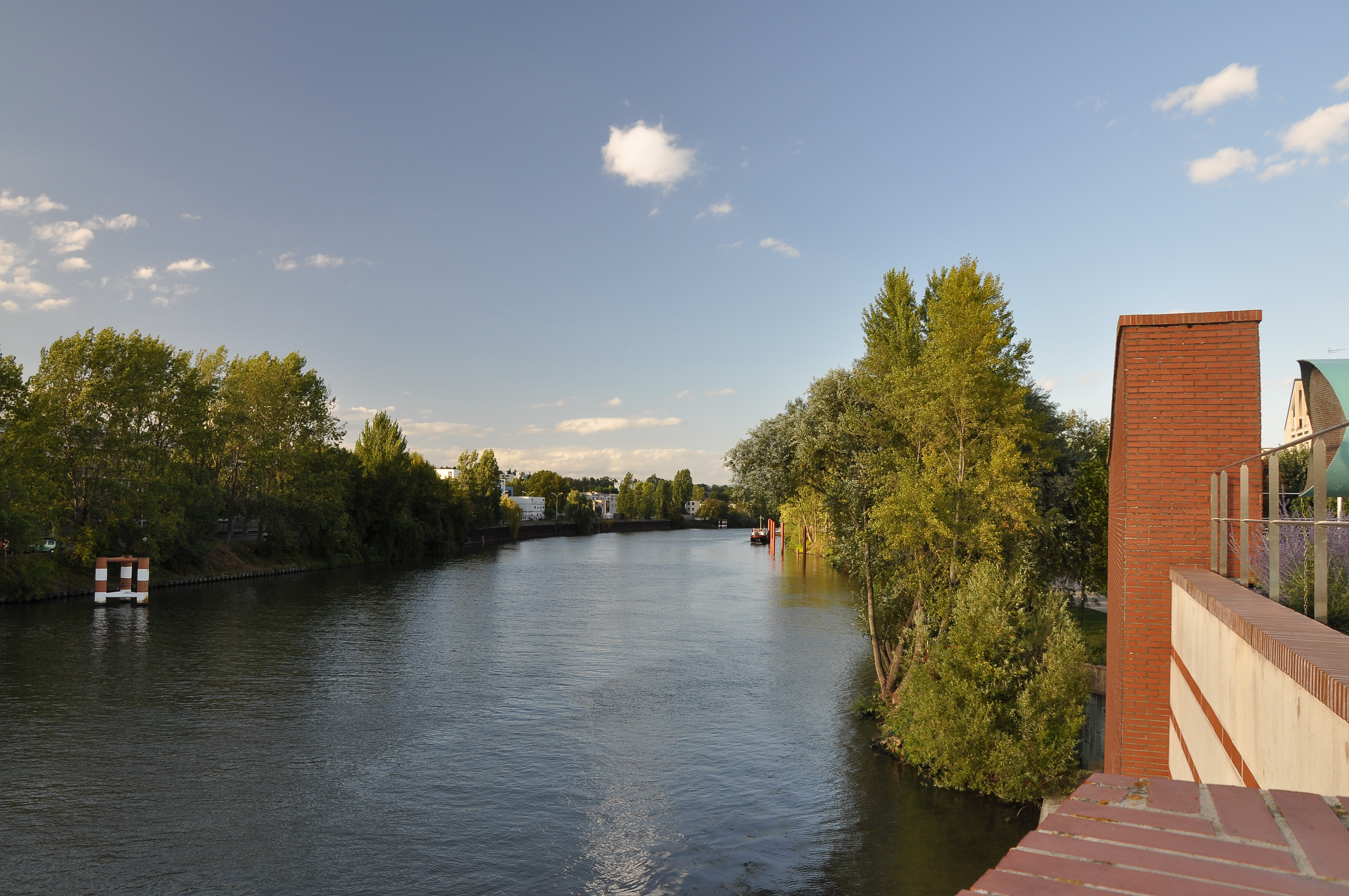
Seine à Rueil.
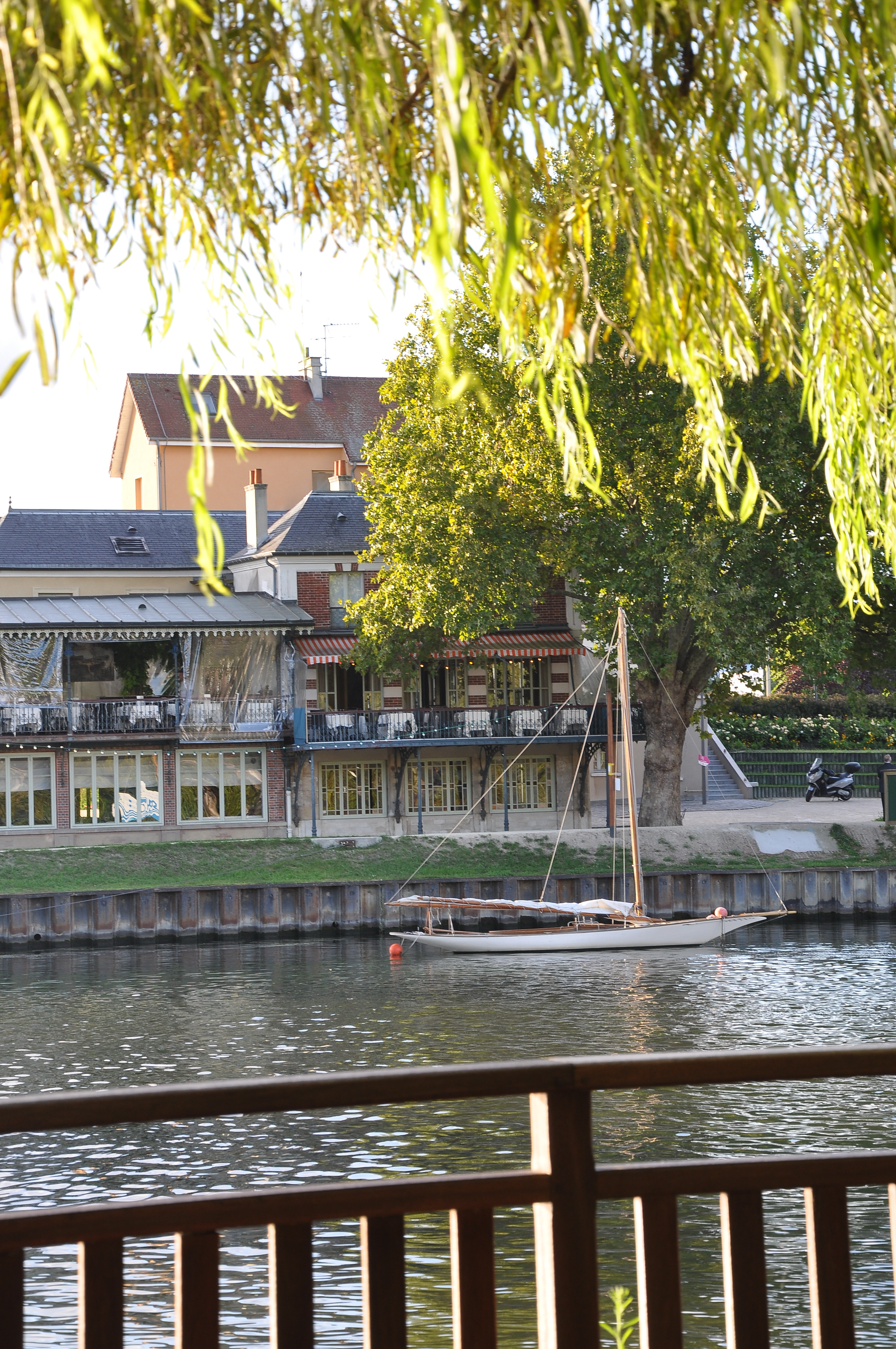
Vue sur la Maison Fournaise sur l'île de Chatou.
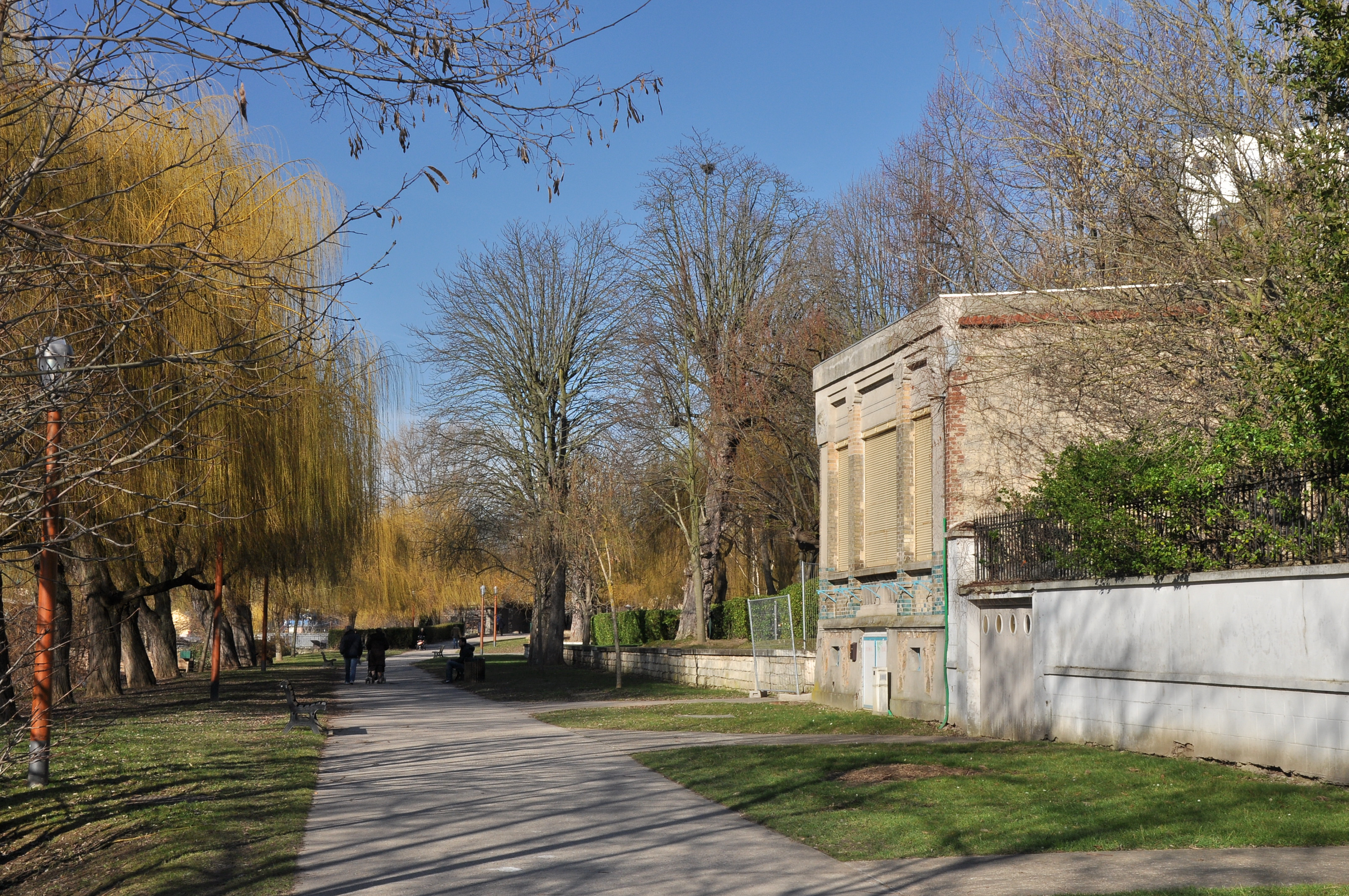
Maison Giquel.

Promenade à Bougival
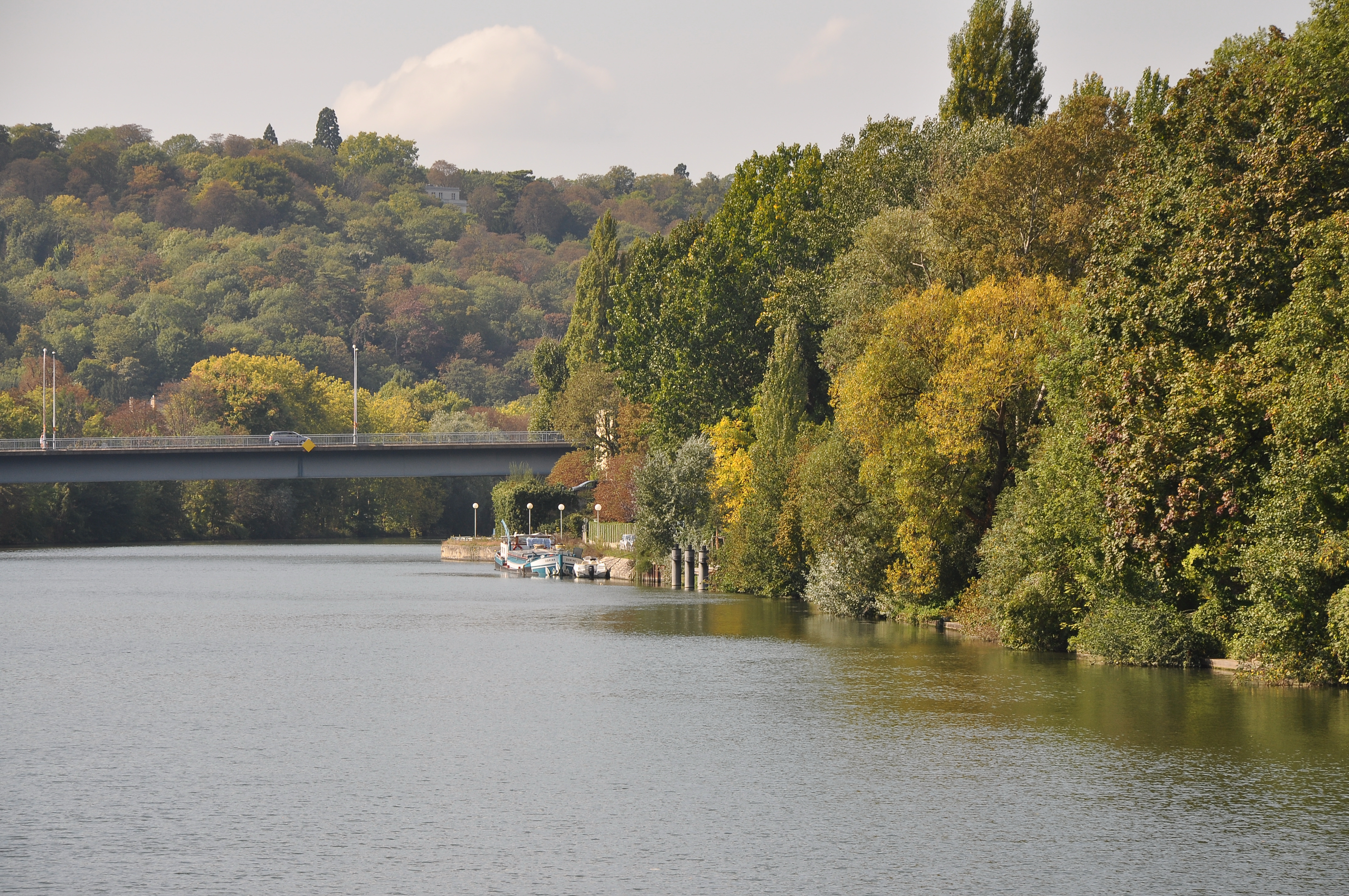
Vue sur Seine.
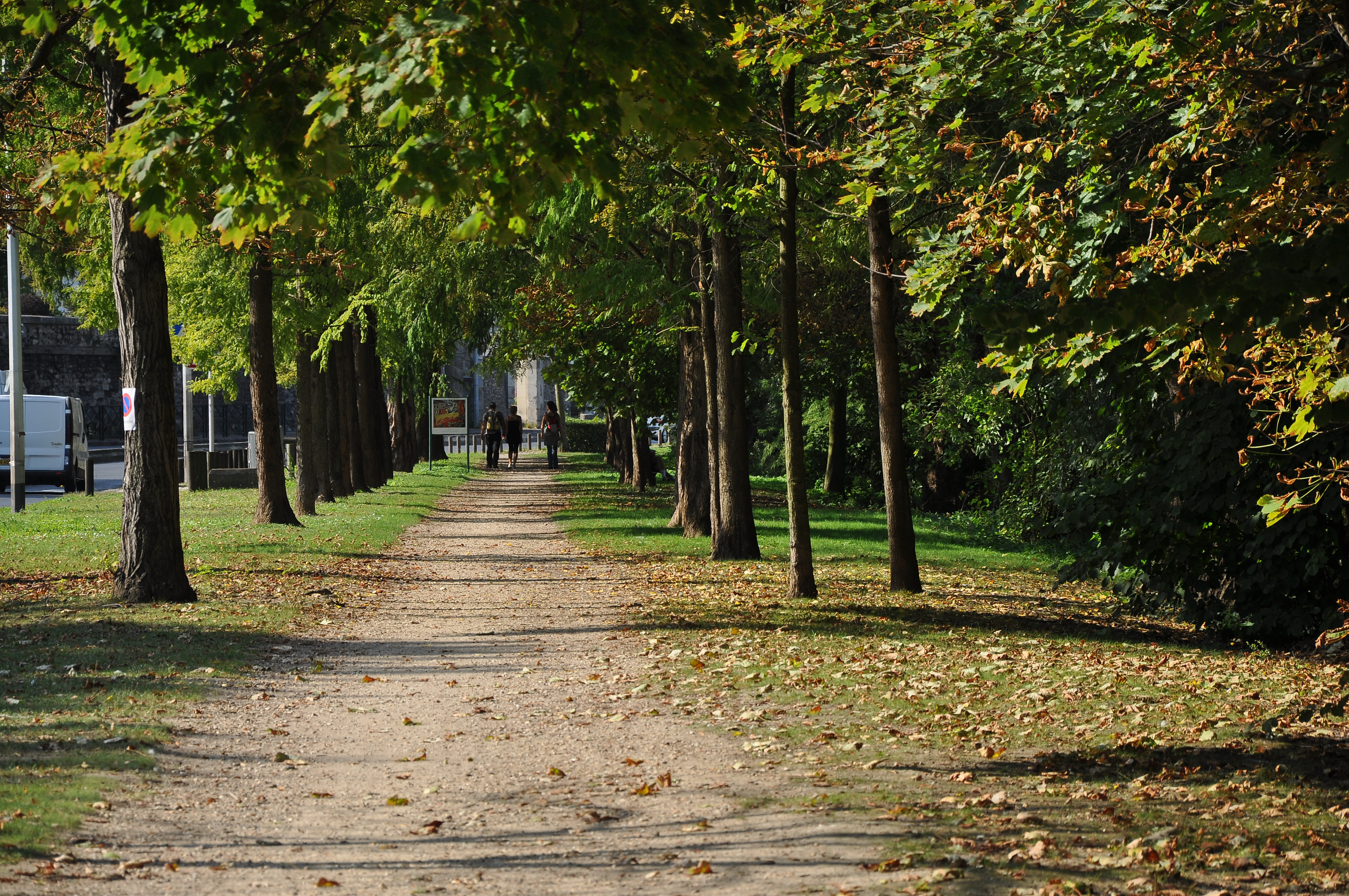
Promenade au long des berges.
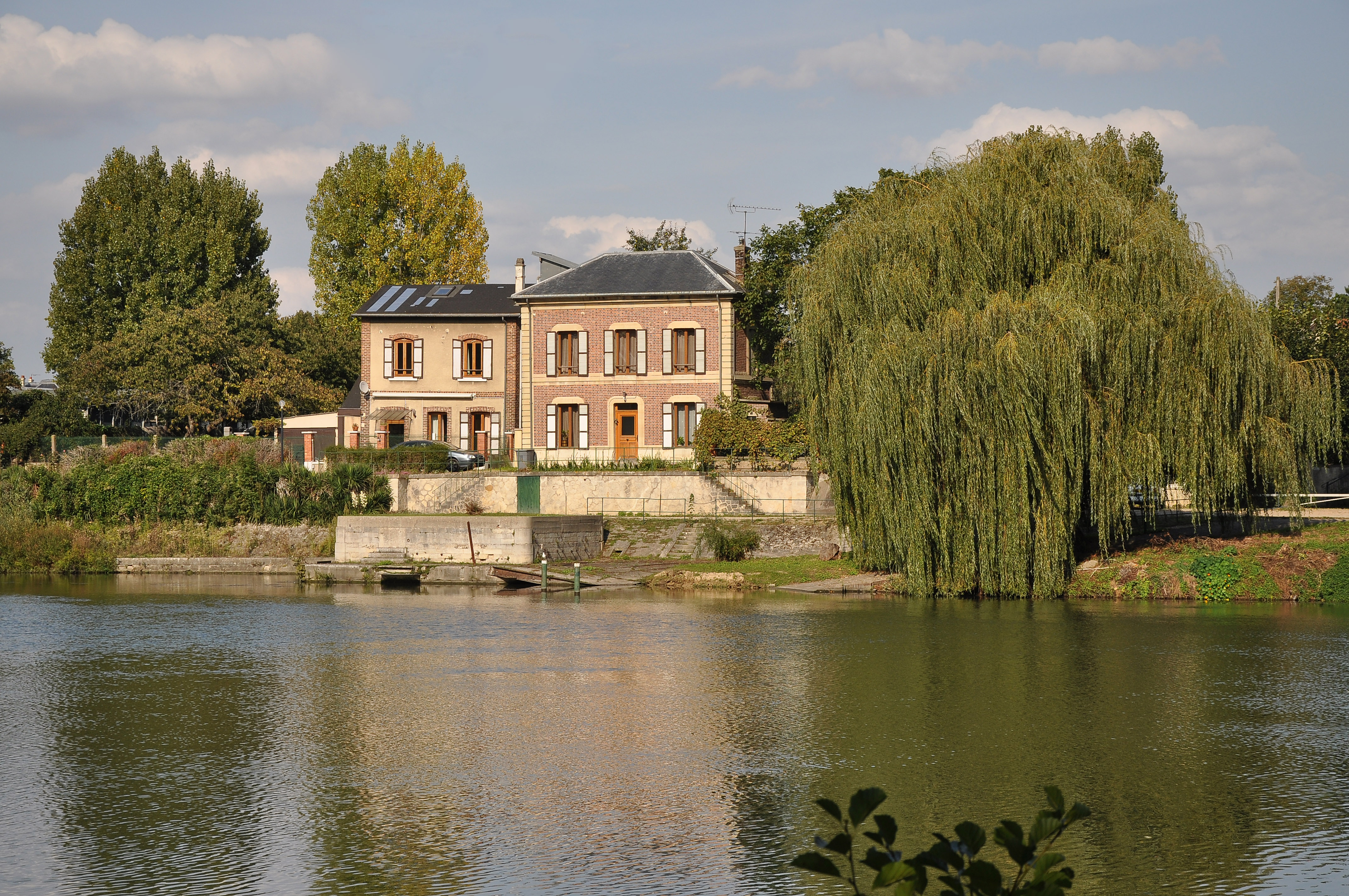
L’Île de la Loge.
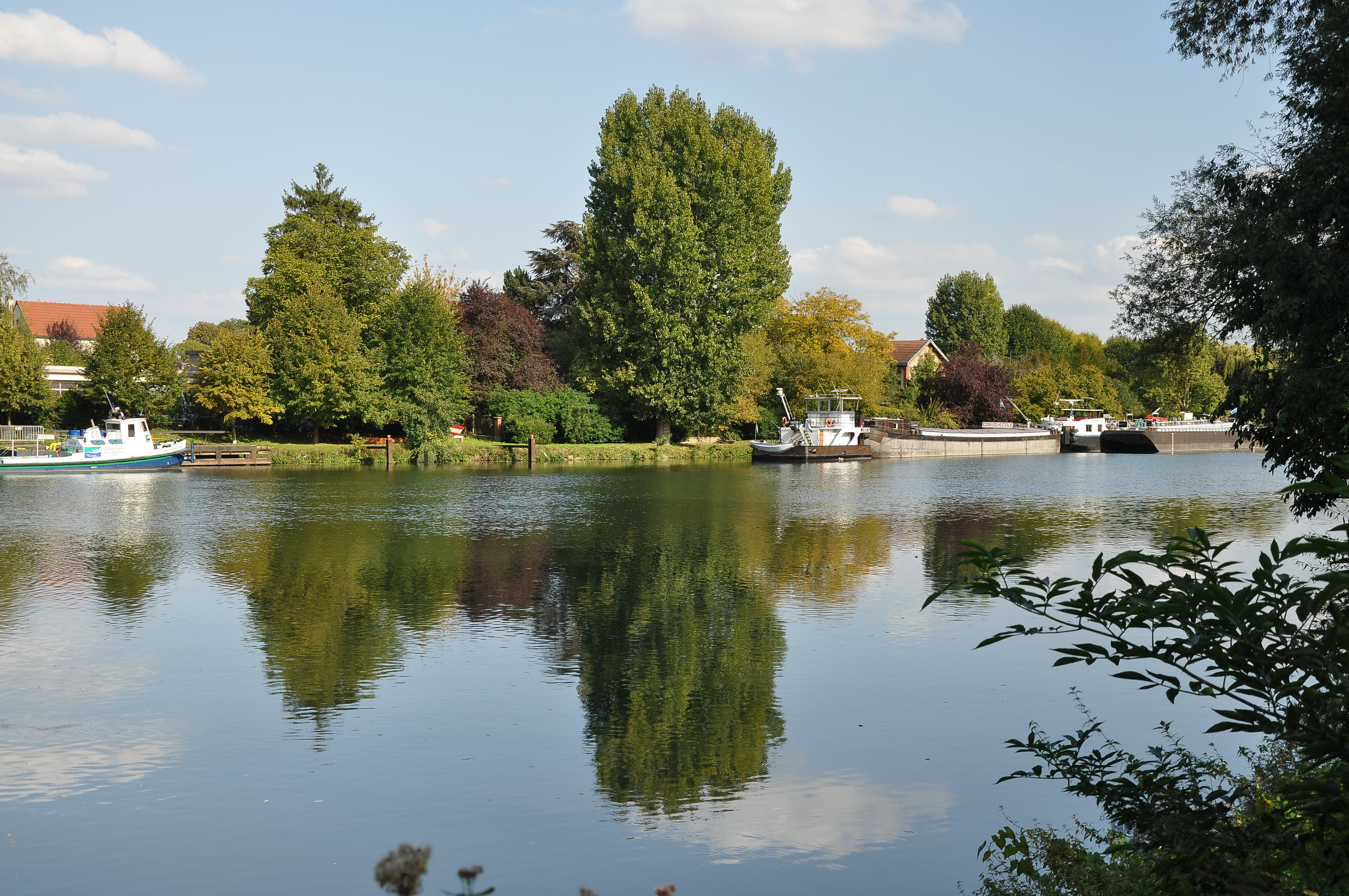
Péniches accostées sur la Seine.
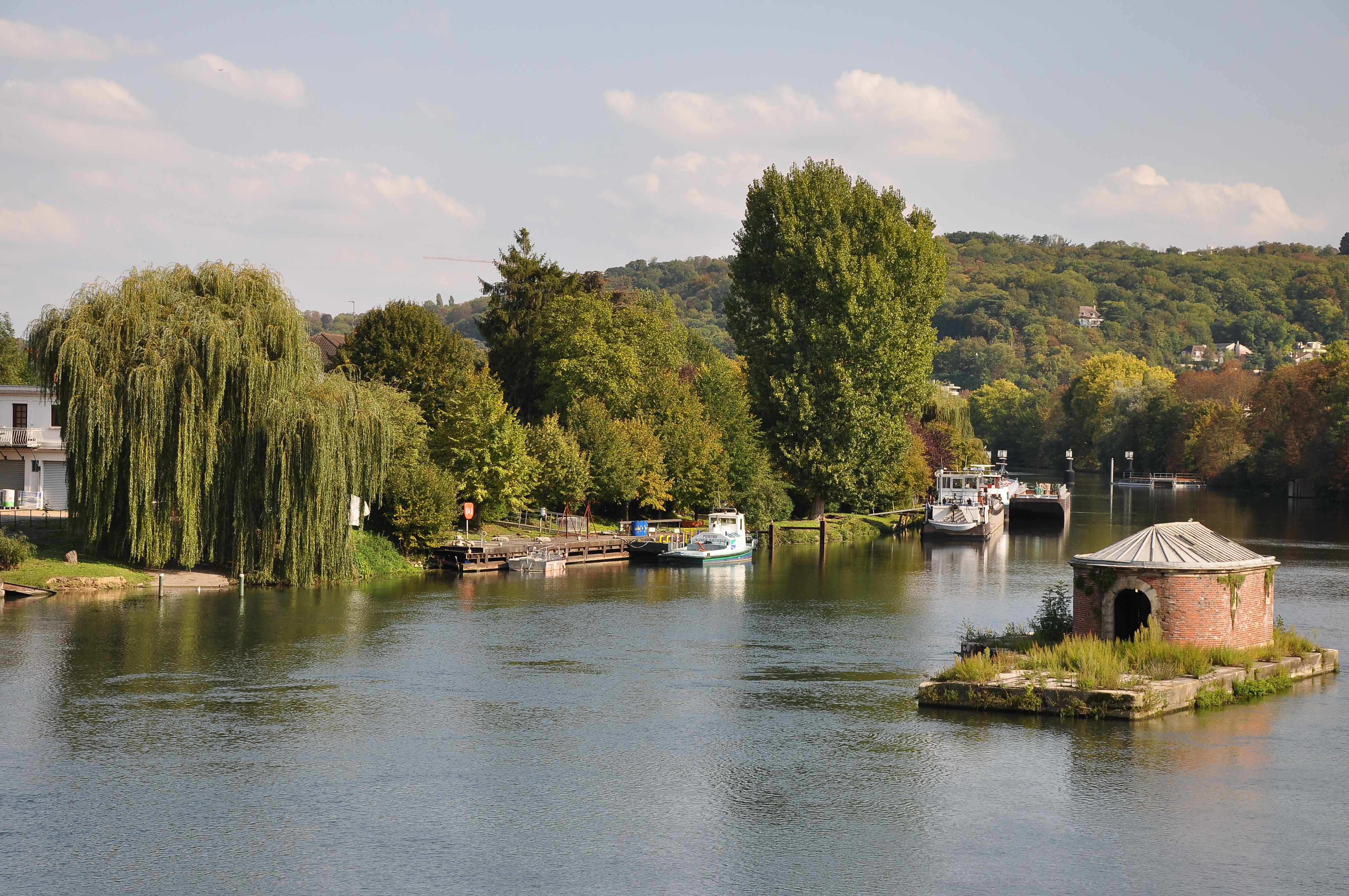
La Machine de Marly.
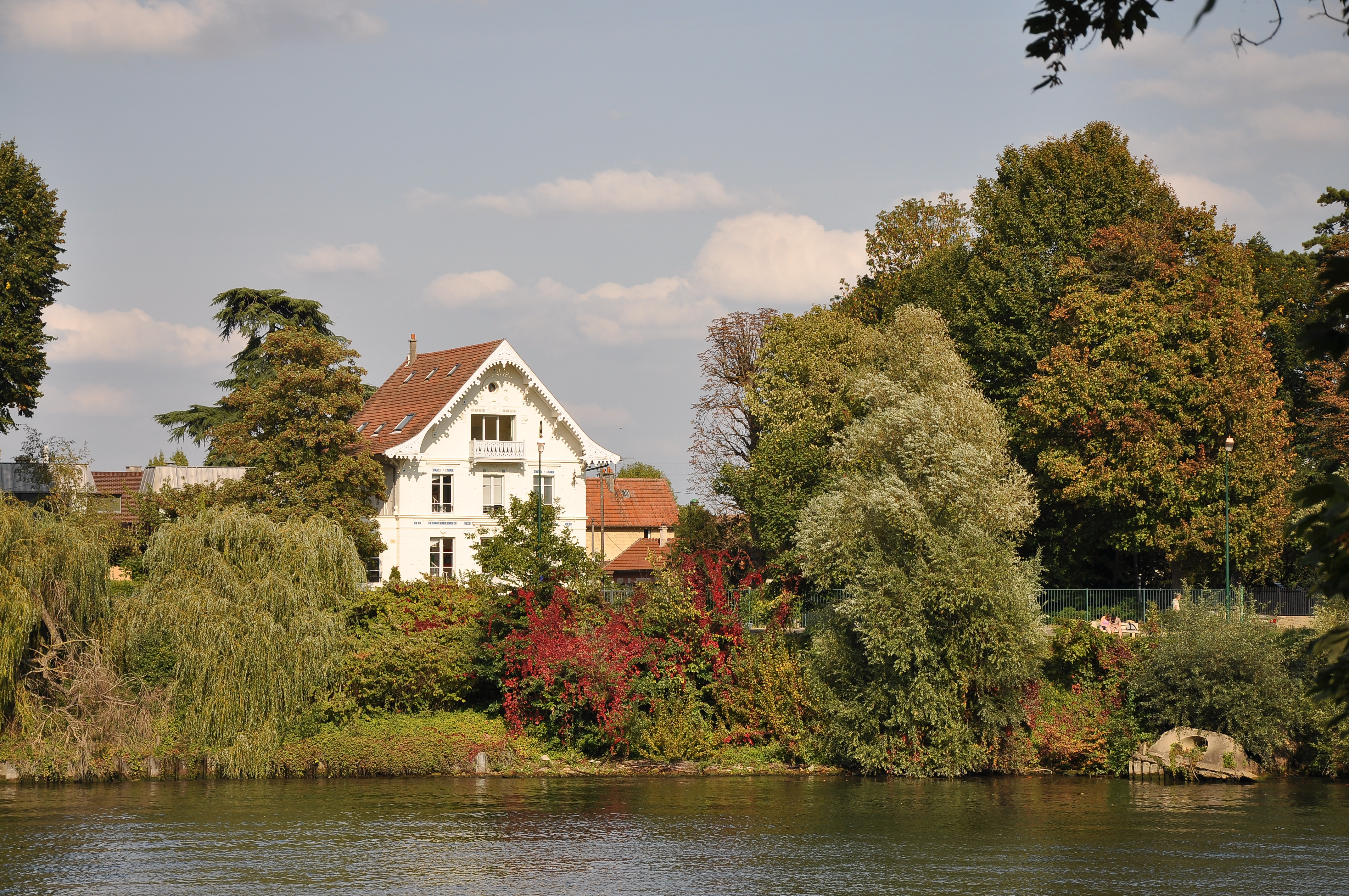
Berges de Seine.
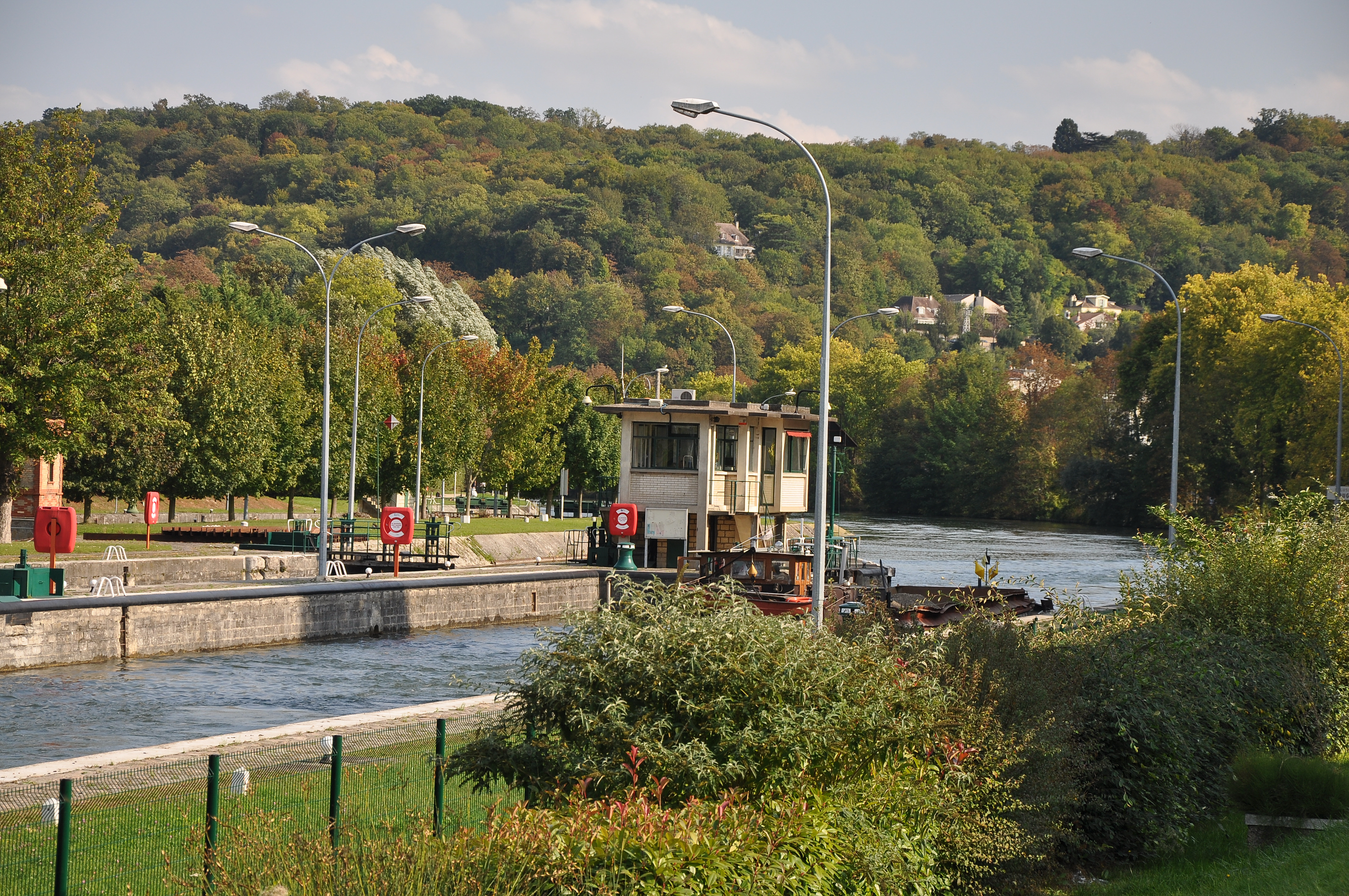
Écluses de Bougival.
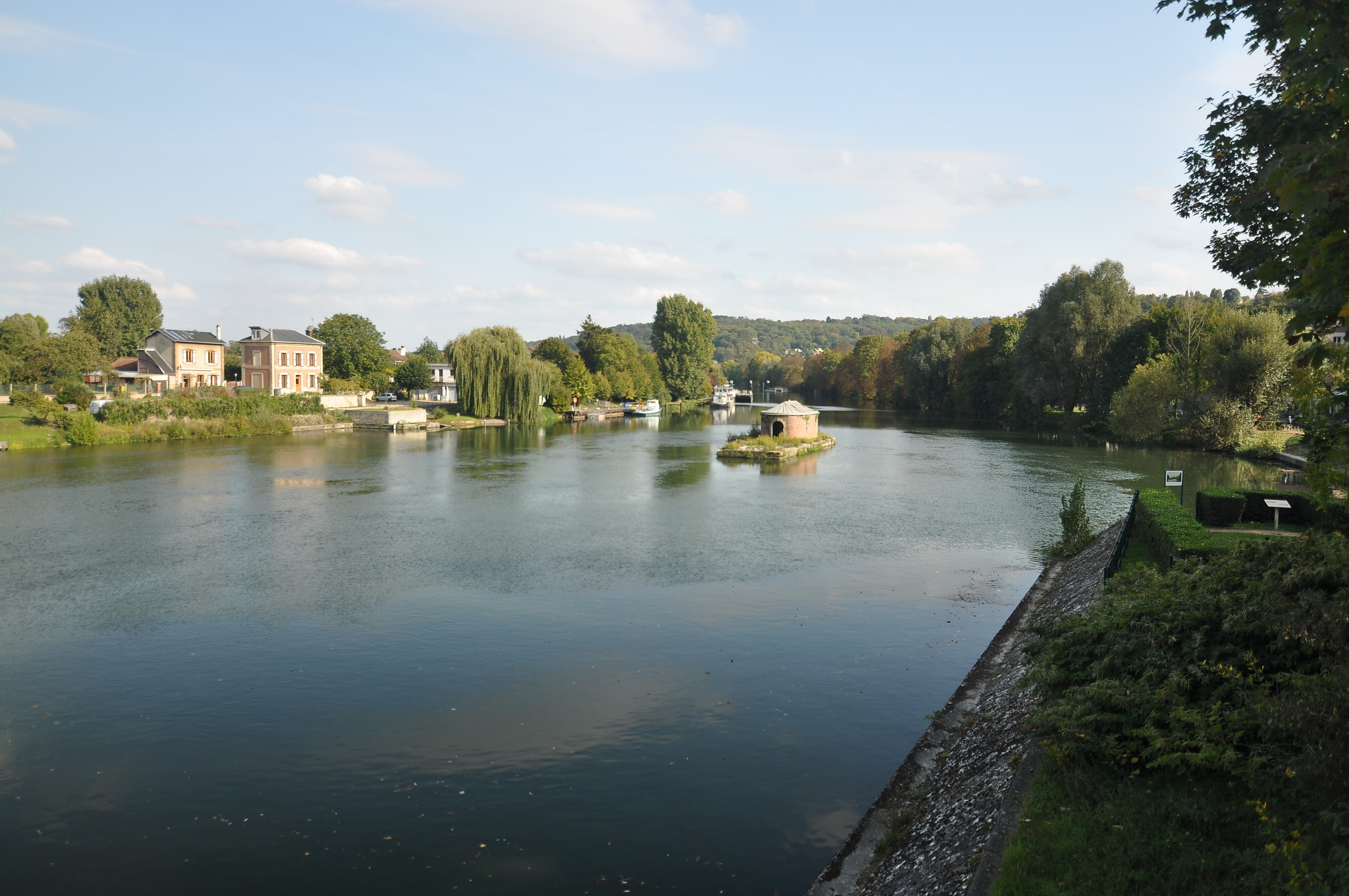
Vue d'ensemble.